# Velká Černá
Velká Černá (německy Groß Tscherna) je malá vesnice, část obce Salačova Lhota v okrese Pelhřimov. Nachází se asi 1,5 km na jihozápad od Salačovy Lhoty. V roce 2009 zde bylo evidováno 12 adres. V roce 2001 zde trvale žilo 14 obyvatel.
Velká Černá leží v katastrálním území Salačova Lhota o výměře 5,97 km2.